# Castanopsis paucispina
Castanopsis paucispina är en bokväxtart som beskrevs av Engkik Soepadmo. Castanopsis paucispina ingår i släktet Castanopsis och familjen bokväxter. Inga underarter finns listade.